# Trichoplusia feisthamelii
Trichoplusia feisthamelii är en fjärilsart som beskrevs av Achille Guenée 1852. Trichoplusia feisthamelii ingår i släktet Trichoplusia och familjen nattflyn. Inga underarter finns listade i Catalogue of Life.